# Óscar Bonilla
Óscar Bonilla Bradanovic (* 24. Dezember 1918 in Iquique; † 3. März 1975 in Curicó bei einem Hubschrauberabsturz) war ein chilenischer Generalmajor und Politiker, der unter anderem während der Militärdiktatur unter General Augusto Pinochet zwischen 1973 und 1974 Innenminister sowie anschließend von 1974 bis zu seinem Tod 1975 Verteidigungsminister war. Er gehörte zu den Hauptinitiatoren des Militärputsches vom 11. September 1973.

## Leben

### Militärische Laufbahn und Militärputsch vom 11. September 1973
Bonilla absolvierte nach dem Schulbesuch eine Ausbildung zum Offizier bei der Infanterie. Es liegen keine Erkenntnisse vor, ob Bonilla Absolvent der Escuela de las Américas der US Army in Fort Benning in Columbus (Georgia) absolviert hatte, ein 1946 gegründetes Trainingscamp, das von mehr als 60.000 lateinamerikanischen Militärs durchlaufen wurde. 
Er war Mitte der 1960er Jahre Kommandant des in Iquique stationierten Infanterieregiments 5 Carampangue, ehe er 1966 als Oberst Aide-de-camp von Staatspräsident Eduardo Frei Montalva wurde. Im Anschluss wurde er Militärattaché an der Botschaft in Spanien, während Oberst Sergio Arellano Stark sein Nachfolger als Aide-de-camp von Präsident Frei Montalva wurde. Bonilla und Arellano gehörten einige Jahre später aufgrund ihrer intimen Kenntnisse der Präsidialgewalt zu der ausgewählten Gruppe von Offizieren die frühzeitig Kritik an der Regierung von Staatspräsident Salvador Allende übten.
Später war Bonilla als Generalmajor Direktor der Logistikabteilung des Heeres. Bei einem Treffen beim Oberbefehlshaber des Heeres, General Augusto Pinochet, am 23. August 1973 forderte Pinochet alle Generale des Heeres auf, ihr Rücktrittsgesuch einzureichen. Bonilla und Arellano, die beide noch über gute Beziehungen zum ehemaligen Präsidenten Frei Montalva und den reaktionären Kräften in dessen Partido Demócrata Cristiano de Chile (PDC) verfügten, lehnten dies jedoch ab.
Am Tag vor dem Staatsstreich kam es am 10. September 1973 zu einem erneuten Treffen zwischen Pinochet und den Generalen Bonilla, César Benavides, Arellano und Javier Palacios Ruhmann im Verteidigungsministerium, bei dem Bonilla zum möglichen Nachfolger Pinochets als Oberbefehlshaber des Heeres bestimmt wurde. In seinen Memoiren schrieb Pinochet, dass im Falle seines Todes bei dem Staatsstreich, der dienstzeitälteste General, also Bonilla, sein Nachfolger werden sollte. Tatsächlich befand sich Bonilla, ein Vertrauter Pinochets, an siebter Stelle in der Hierarchie der Heeresführung. Am Putschtag übernahm Bonilla das Kommando über das Nachrichtenregiment in Peñalolén und hielt somit die Verbindungen zwischen dem Oberbefehlshaber und den beim Staatsstreich eingesetzten Verbände.

### Innenminister und Verteidigungsminister
Einen Tag nach dem Militärputsch wurde Bonilla am 12. September 1973 Innenminister (Ministro del Interior) und damit Nachfolger von Carlos Briones Olivos. Dieses Ministeramt bekleidete er bis zum 11. Juli 1974 und wurde dann von César Benavides Escobar abgelöst.
Er selbst wurde am 11. Juli 1974 als Nachfolger von Patricio Carvajal Prado Verteidigungsminister (Ministro de Defensa Nacional) der Militärjunta und übte dieses Ministeramt bis zu seinem Tod am 3. März 1975 aus. Nachfolger wurde daraufhin Hermán Brady Roche.
Der Journalist Pablo Azocar schrieb über Bonillas Rolle während der Militärdiktatur:
„Bonilla galt anfangs als das freundliche Gesicht des Regimes. The New York Times bezeichnete ihn als ‚Führer der Liberalen in der Militärjunta‘, der nach dem Putsch Städte des Landes bereiste und Müttern und Ehefrauen versprach, Fragen zu deren verschwundenen Kindern und Männern zu geben. Im Juni 1974 verließ er das Innenministerium und übernahm das Amt des Verteidigungsministers in der Militärregierung, was allerdings wenig Bedeutung hatte, da die Macht ausschließlich beim Oberbefehlshaber lag. Die Comisión de Verdad y Reconciliación nacional unter dem Vorsitz von Raúl Rettig klagte an, dass bereits vier Tage nach seinem Amtsantritt als Innenminister am 16. September 1973 53 Menschen kaltblütig hingerichtet wurden, ohne dass es zur Anklage kam. Zur gleichen Zeit hatte sich Bonilla mit ausländischen Korrespondenten getroffen. Sein Einschreiten führte jedoch zumindest zu Veränderungen: So wurde beispielsweise der für das Gefangenenlager Tejas Verdes zuständige Direktor des Nationalen Geheimdienstes DINA (Dirección de Inteligencia Nacional) Oberst Manuel Contreras, von ihm kritisiert.“
‚Bonilla, en el primer tiempo, se convirtió en el rostro amable del régimen. The New York Times lo definió como „el líder de los liberales en la Junta Militar“, que evidenció su carisma después del golpe, visitando poblaciones y prometiendo entregar información a madres y esposas que tenían un familiar detenido. En junio de 1974, dejaba el Ministerio del Interior para ocupar el de Defensa, que en un gobierno militar tiene escasa importancia, pues todo el poder se ejerce desde la Comandancia en Jefe… La Comisión Rettig es hoy un dedo acusador. Ese mismo día 16 de septiembre, en que Bonilla se reunió con los corresponsales extranjeros, 53 personas fueron ejecutadas fríamente, sin ser llevadas ante ningún tribunal… Sin embargo, había creado anticuerpos. Manuel Contreras, por entonces coronel a cargo del campo de prisioneros de Tejas Verdes, mereció su reprobación.‘
Tatsächlich hatte Bonilla Ende 1973 Tejas Verdes besucht und dort auch die unterirdischen Anlagen gesehen, die sich unter einem Kasino befanden. Er hatte dabei auch die gefolterten Menschen gesehen und Contreras darauf angesprochen, der jedoch über Jahrzehnte leugnete, dass es Folterungen gegeben hätte.

### Kritik am Geheimdienst DINA und ungeklärter Unfalltod
Bei einem Treffen Bonillas mit dem früheren Chef des Heeresgeheimdienstes SIME (Servicio de Inteligencia Militar del Ejército), General Augusto Lutz Urzua, erklärten beide am 24. Juni 1974 ihre abweichenden Ansichten zu der ursprünglichen Erklärung der Streitkräfte (Pronunciamiento de las Fuerzas Armadas) und äußerten auch ihre Kritik am Geheimdienst DINA.
Fünf Monate später am 28. November 1974 starb General Lutz, mittlerweile Befehlshaber der in Punta Arenas stationierten 5. Heeresdivision, unter ungeklärten Umständen. Weitere vier Monate später kam auch Bonilla unter ungeklärten Umständen ums Leben, nach dem sein Hubschrauber kurz nach dem Start aus Santiago de Chile bei Curicó abstürzte. Die beiden Techniker, die vom französischen Herstellerunternehmen zur Untersuchung der Unglücksursache nach Chile entsandt wurden, kamen unter ähnlichen Umständen ums Leben, und verstarben im ausgebrannten Hubschrauber vor Abschluss ihrer Untersuchungen.
Andererseits erschien sein Name auch immer wieder im Zusammenhang im Prozess um die sogenannte „Todeskarawane“ (Caravana de la Muerte). Im Oktober 1973 besuchte er unter anderem das Gefangenenlager Pisagua, um die Todesurteile zu ratifizieren, durch die ein Kriegsgericht mehrere Gefangene zum Tod durch Erschießen verurteilt hatte.
Bonilla war verheiratet und Vater von drei Kindern.